# Jurijus Bluvšteinas
Jurijus Bluvšteinas (russisch Юрий Давыдович Блувштейн Juri Dawydowitsch Bluwschtejn; * 21. Juni 1929 in Schytomyr, Ukrainische SSR; † 15. April 1995 in Vilnius, Litauen) war ein litauisch-sowjetischer Kriminologe und Professor der Litauischen Polizeiakademie.

## Leben
1952 absolvierte Juri Bluvštein ein Studium der Rechtswissenschaften an der Universität Kiew und promovierte 1976 zum Doktor der Rechte.
Von 1952 bis 1960 arbeitete er im Ausführungskomitee der Stadt Vilnius und ab 1960 im Innenministerium der Litauischen Sowjetrepublik. Von 1979 bis 1981 unterrichtete er an der Hochschule des Innenministeriums des UdSSR in Minsk (bis 1981 in der Abteilung für Fernstudium), von 1981 bis 1990 war er Leiter eines Lehrstuhls. 1981 wurde ihm der Titel des Professors verliehen. Seit 1990 lehrte er Kriminologie und Kriminalistik an der Litauischen Polizeiakademie.
Jurijus Bluvšteinas ist Autor oder Mitautor von 9 Monographien und 11 Lehrbüchern.

## Schriften
- Nusikaltėlio asmenybės ir nusikalstamo elgesio modeliavimo metodai, su J. Antonianu, 1974.
- Bor'ba s prestuplenijami v sfere byta, Vilnius: O-vo "Znanie" LitSSR, 1986.
- Profilaktika prestuplenij, Minsk: Universitetskoe, 1986.
- Ugolovnoe pravo i social'naja spravedlivost, Minsk: Universitetskoe, 1987.
- Osnovanija kriminologii: Opyt logiko-issled., Minsk: Universitetskoe, 1990.
- Kriminologija (Mitautor). Vilnius: Pradai, 1994.